# 赤岡站

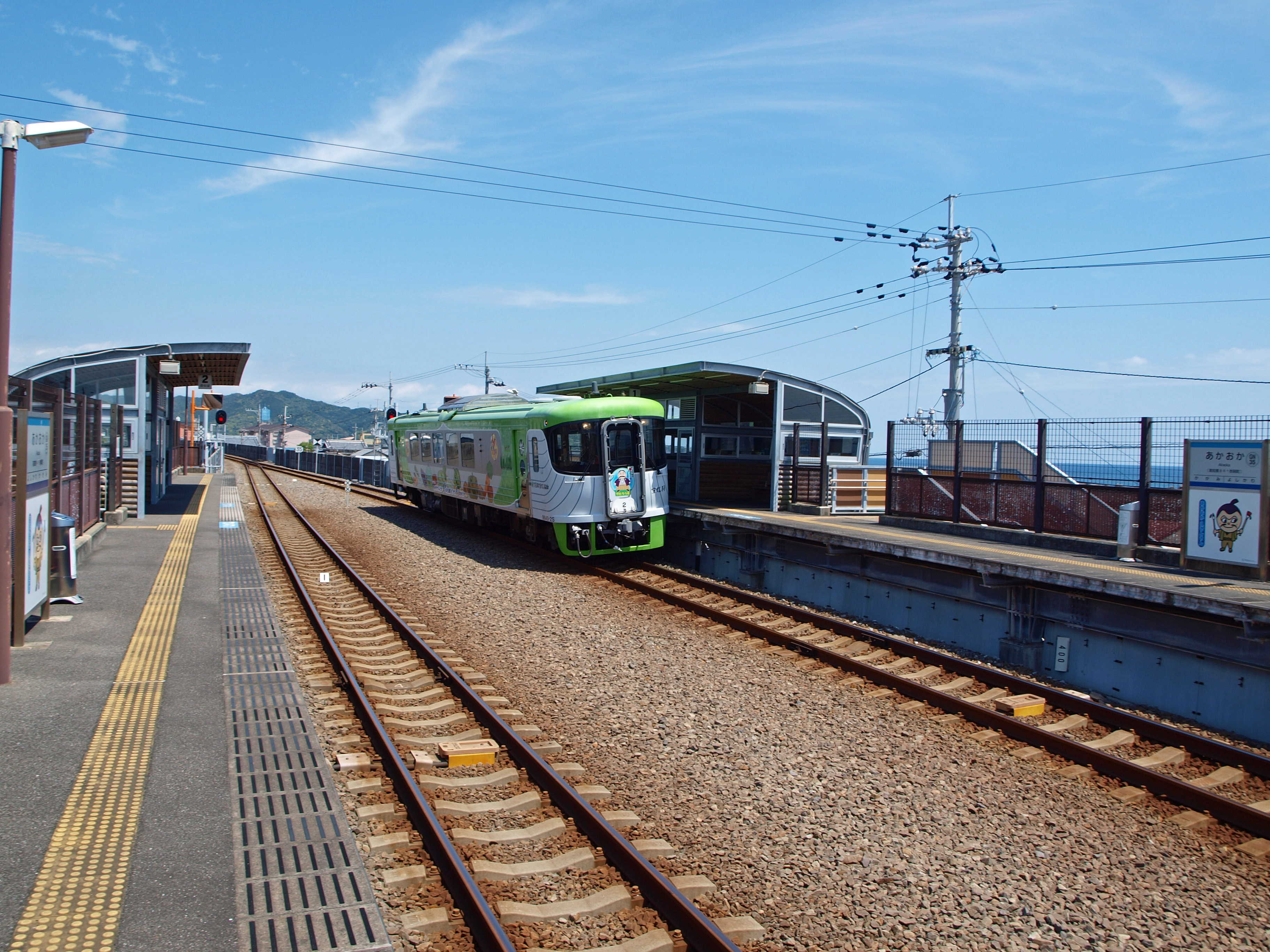
月台

赤岡站（日语：／ Akaoka eki */?）是位於高知縣香南市赤岡町，土佐黑潮鐵道的後免·奈半利線車站。車站編號為GN35。本站停靠所有等級的列車。亦在黃昏時段設有一班以本站起訖的區間車往返後免站。
本站所用的位置，與1974年4月1日廢止的土佐電氣鐵道安藝線同名車站相同，所以亦本條目一併記錄。當後免·奈半利線未正式通車前，本站的臨時站名為漢字書寫的「赤岡站」（赤岡駅）。但最終定名卻是採用了全平假名的書寫方式。

## 車站構造
車站是一座高架車站，設有2面2線的相對式月台。此站是無人車站，沒有車站大樓，月台直接連接車站出入口。1號月台是上下行主本線，2號月台是上下行副本線和一線通過結構。在設備上，兩方向的列車可進出兩座月台，但是除了折返列車後，月台設有方向性。
在高架橋下設有後免·奈半利線各站的吉祥物和舊赤岡町的吉祥物「大漁君」和「多羅米醫」。也會播放後免·奈半利線的紀念歌曲「走れ！漫画列車」。

### 月台
| 月台 | 路線           | 上下行 | 方向                            |
| ---- | -------------- | ------ | ------------------------------- |
| 1、2 | ■後免·奈半利線 | 下行   | 後免、經■JR土讚線直通至高知方向 |
| 1、2 | ■後免·奈半利線 | 上行   | 安藝、奈半利方向                |

原則上，後免、高知方向使用1號月台，安藝、奈半利方向使用2號月台。但是，黃昏從後免開往本站的區間車會改停靠2號月台，並由此出發回後免。隨後1班往奈半利的快速A列車亦改在1號月台靠站及開出。

### 吉祥物
此站有一隻名為「赤岡 繪金君」的吉祥物。形象取自幕末於赤岡居住的畫師弘瀨金藏（繪金），吉祥物兩手持筆。赤岡在毎年7月第3個星期六和日會舉行「繪金祭」，當日會展示金藏屏風繪。
吉祥物設置於2號月台入口下方。
原本此站的吉祥物的形象是「多羅米（魩仔魚）」，並名為「赤岡多羅米君」，但是由於沿線首長表示與形象不同而變為現時的吉祥物。

## 歷史
- 2002年7月1日：車站啟用[7][8]。
- 2003年4月：於車站高架橋下建設了吉祥物廣場[3]。

## 使用人數
香南市役所網頁及香南市統計書均沒有列出車站的使用人數。
根據國土交通省「國土數值情報」，以下為土佐黑潮鐵道1日平均上下車人次：
| 乘降人員推算 | 乘降人員推算     |
| 年度         | 1日平均 乘降人次 |
| ------------ | ---------------- |
| 2011         | 268              |
| 2012         | 285              |
| 2013         | 272              |
| 2014         | 243              |
| 2015         | 235              |
| 2016         | 207              |
| 2017         | 219              |
| 2018         | 204              |
| 2019         | 199              |
| 2020         | 150              |
| 2021         | 145              |
| 2022         | 144              |

## 原土佐電氣鐵道赤岡站
過往安藝線在此亦曾設有車站，站名採用漢字「赤岡」標記。1974年4月1日以增加平行巴士路線班次而取消本線。過往車站位於地面，設有站房，並設有側式月台2個，本站也提供了來往後免站的區間車班次。

### 歷史
- 1924年12月8日：高知鐵道車站啟用。
- 1941年7月12日：公司合併，成為土佐交通車站。
- 1948年6月3日：公司合併，成為土佐電氣鐵道車站。
- 1974年4月1日：隨著安藝線廢止，此站也廢止。

### 相鄰車站
土佐電氣鐵道
安藝線
古川－赤岡－岸本

## 相鄰車站
土佐黑潮鐵道
■後免·伊半利線
■快速A、■快速B
野市（GN37）－赤岡（GN35）－夜須（GN33）
■普通
吉川（GN36）－赤岡（GN35）－香我美（GN34）

## 外部連結
- 土佐黑潮鐵道赤岡站
- GotoGotoWeb赤岡站介紹 （页面存档备份，存于）（日語） - 後免·伊半利線活性化協議會
- 閒逛土佐路－後免·伊半利線-2 （页面存档备份，存于） - （有）生活創造工房（Web高知）